# Newlyn Tidal Observatory
Newlyn Tidal Observatory («Observatorio de mareas de Newlyn») es una cabaña mareográfica catalogada de grado II en el muelle sur en Newlyn, Cornualles en Inglaterra. Las mediciones del nivel del mar tomadas en el observatorio entre 1915 y 1921 se utilizaron para definir el nivel de referencia, Ordnance Datum Newlyn, para la medición de la altura en el continente británico. El mareógrafo ha recopilado más de 100 años de observaciones que han contribuido significativamente a los estudios científicos del nivel del mar.

## Edificio y ubicación
El observatorio es un edificio situado detrás del faro al final del Muelle Sur en Newlyn, cerca de Penzance, en Cornuales. Construida de hormigón, tiene la apariencia de una pequeña cabaña y está pintada con rayas rojas y blancas. En el interior del edificio hay un punto de referencia de Ordnance Survey, constituido por un perno de latón (OSBM SW 4676 2855) y un 1,6 metros (1,7 yd) de diámetro pozo tranquilizador instalado en el muelle que tiene acceso al océano a través de una ensenada.

## Historia

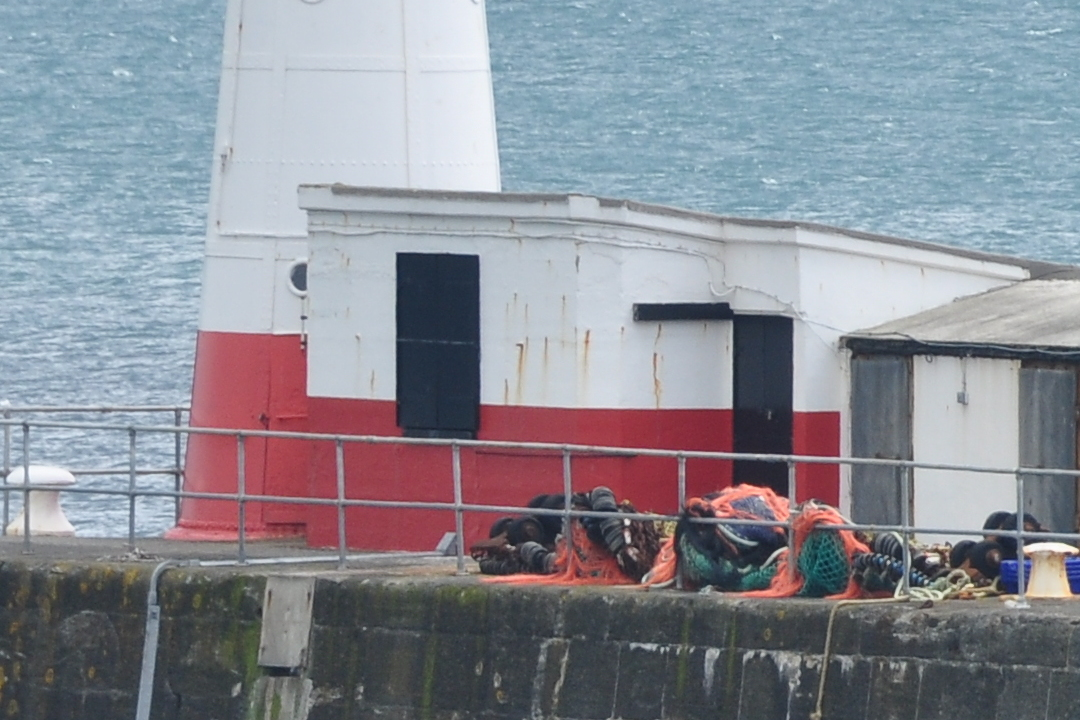
El edificio del observatorio en 2011.

El Ordnance Survey estableció el observatorio en 1915 para contribuir a la medición de un datum vertical nacional definido por el nivel medio del mar. La posterior campaña de medición de seis años en el observatorio, realizada del 1 de mayo de 1915 al 30 de abril de 1921, determinó el valor del nivel medio del mar en 4.751 metros (15,59 pies) por debajo del nivel del punto de referencia del perno de latón dentro de la cabaña. Debido al estable lecho de roca de granito subyacente, la proximidad al océano abierto y la ausencia de ríos, las observaciones en Newlyn fueron seleccionadas como base, o datum de artillería, para las mediciones de elevación en toda Gran Bretaña. Para obtener el dato de referencia en todo el país, a principios del siglo XX se utilizaron técnicas de nivelación para medir una red nacional de alrededor de 200 puntos de referencia fundamentales, todos ellos referidos al perno de latón Newlyn.
De 1915 a 1983, el observatorio midió el nivel del mar utilizando un flotador en el pozo amortiguador, junto con un medidor suministrado por Cary and Porter. Con los avances tecnológicos, en 1981 se instaló un manómetro Aanderaa para operar junto al manómetro del pozo. Desde 1983, el sensor principal ha sido un manómetro de burbujeo.
El Ordnance Survey operó el mareógrafo hasta 1983, cuando el Consejo de Investigación del Medio Ambiente Natural asumió la gestión. El observatorio fue designado como de grado II por Historic England en diciembre de 2018. A partir de 2023, el observatorio es operado por el Centro Nacional de Oceanografía y la Agencia de Medio Ambiente del Reino Unido contribuye con el apoyo financiero.

## Impacto

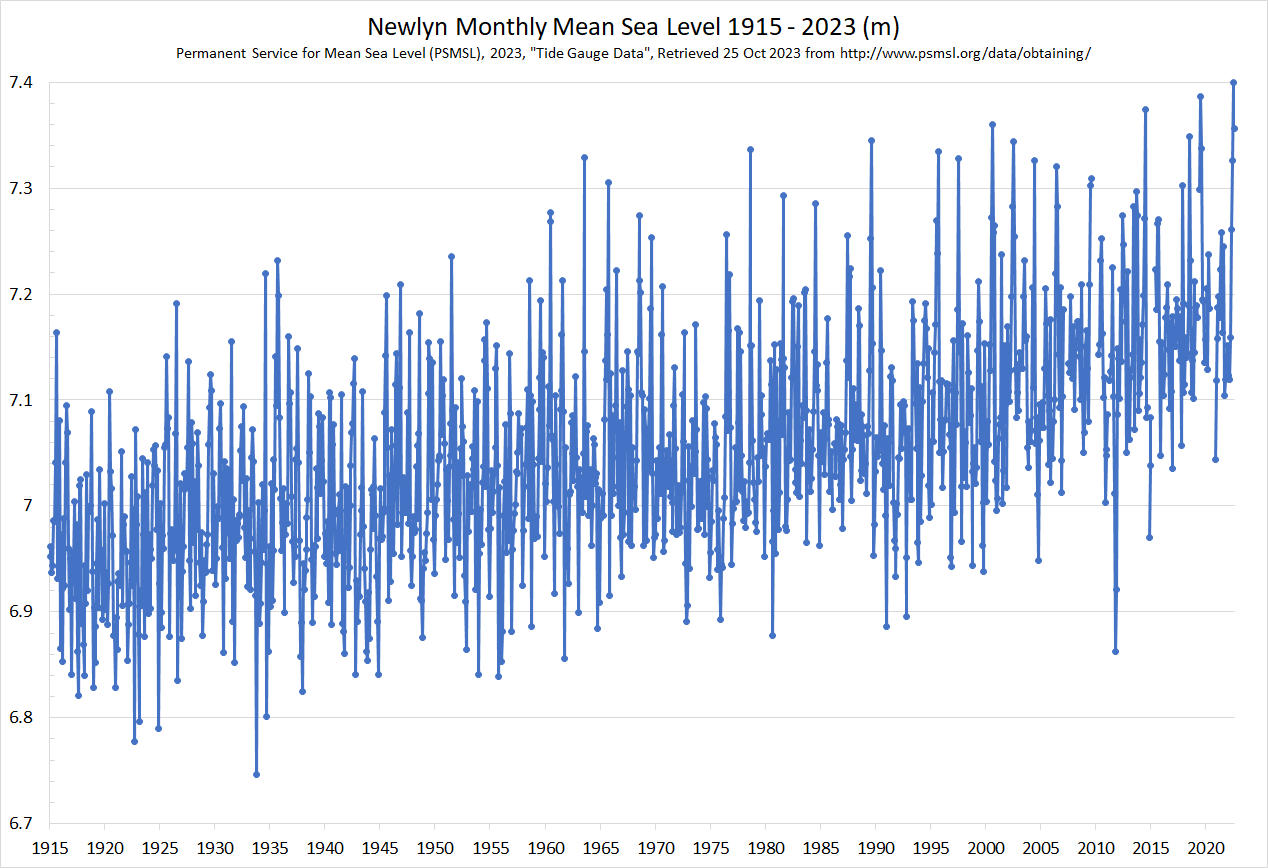
Gráfico de serie temporal del nivel medio mensual del mar en Newlyn, Cornwall, 1915 a 2023.

Los seis años de observaciones capturadas en el observatorio hasta 1921 continúan definiendo el sistema de referencia de altura para Gran Bretaña, con diversas aplicaciones que incluyen planificación de inundaciones, comprensión de la contaminación del aire, diseño de infraestructura y entregas mediante vehículos aéreos no tripulados.
En 2016 Bradshaw et al. publicó un artículo para conmemorar los 100 años de mediciones del nivel del mar en el observatorio Newlyn, destacando en particular cómo los datos recopilados habían «desempeñado un papel fundamental en la geodesia y la oceanografía del Reino Unido», y en 2021 el impacto de los datos en los océanos y se tomó nota de los estudios sobre el cambio climático.